# Kuribajasi Tadamicsi
Kuribajasi Tadamicsi (japánul 栗林忠道) (Nagano prefektúra, 1891. július 7. – Ivo Dzsima szigete, 1945. március 26.) a Japán Császári Hadsereg altábornagya volt, aki a második világháborúban, az Ivo Dzsima-i csatában védte a szigetet az amerikai támadás elől.
Tódzsó Hideki miniszterelnök bízta meg Ivo Dzsima védelmével. Kuribajasi 21 ezer katonával harcolt, légi és tengeri támogatás nélkül, az Amerikai Egyesült Államok 100 ezres inváziós hadereje ellen. A csatában a japánok halálig harcoltak; mindössze 216 katona adta meg magát. Az altábornagy a csata végén halt meg. Elismerést azzal szerzett magának, hogy a biztos vereség tudatában, a végsőkig védte Ivo Dzsima szigetét.
Az ütközet előtt számos levelet küldött családjának.